# Pole firnowe

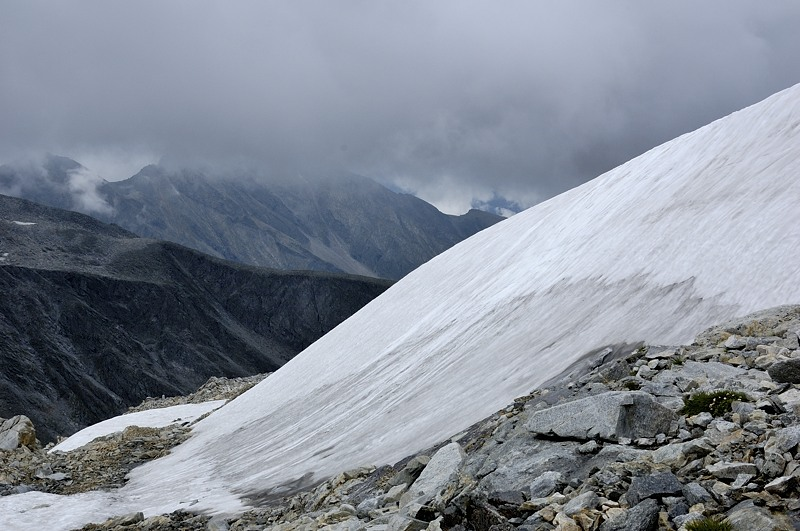
Pole firnowe u szczytu Säuleck

Pole firnowe – obszar u początku lodowca górskiego, powyżej linii wiecznego śniegu.
Pola firnowe najczęściej zajmują kotliny górskie i rozległe zagłębienia. Są strefą akumulacji, w której dochodzi do nagromadzania mas śnieżnych i ich stopniowego przeobrażania w firn, lód firnowy, lód lodowcowy, oraz obszarami zasilania lodowca. Na obszarach pól firnowych powstają cyrki lodowcowe.